# Iliotona markushevae
Iliotona markushevae är en skalbaggsart som beskrevs av Nikolai Nikolaevich Sokolov 2005. Iliotona markushevae ingår i släktet Iliotona och familjen stumpbaggar. Inga underarter finns listade i Catalogue of Life.